# Liste des épisodes des Gardiens de la Galaxie
 (décembre 2016).
Si vous disposez d'ouvrages ou d'articles de référence ou si vous connaissez des sites web de qualité traitant du thème abordé ici, merci de compléter l'article en donnant les références utiles à sa vérifiabilité et en les liant à la section « Notes et références ».
Cet article présente la liste des épisodes de la série télévisée américaine d’animation Les Gardiens de la Galaxie, diffusée par Disney XD.
| Saison | Épisodes | Diffusion en France | Diffusion en France |
| Saison | Épisodes | Premier épisode     | Dernier épisode     |
| ------ | -------- | ------------------- | ------------------- |
| 0      | 5        | 1 août 2015         | 29 août 2015        |
| 1      | 26       | 5 septembre 2015    | 17 décembre 2016    |

## Épisodes courts
1. Star-Lord
2. Groot
3. Rocket Raccoon
4. Drax
5. Gamora

Ces épisodes de 5 minutes chacun sont parus en France rassemblés sous la forme d'un épisode n°0 titré Origines. Par la présentation des personnages, ils forment l'introduction pour démarrer la saison 1.

## Épisodes
| № | #  | Titre français / Original                                                                    | Première diffusion / Diffusion en France     | Code de prod. |
| --- | -- | -------------------------------------------------------------------------------------------- | -------------------------------------------- | ------------- |
| 0 |    | Origins                                                                                      | 26 juillet 2015                              | hors-série    |
| Avant de rejoindre les Gardiens de la Galaxie, Star-Lord, Rocket, Drax, Gamora et Groot ont vécu de nombreuses aventures. Le jeune Peter Quill est conduit à bord du vaisseau des Ravageurs où il rencontre Yondu et son équipage ; Rocket est emprisonné dans une prison expérimentale où il fera la connaissance de Groot ; Ronan l'Accusateur détruit la planète de Groot qui est le seul survivant de son espèce ; Gamora - fille adoptive de Thanos - affronte Korath et Nebula pour devenir le bras-droit de Ronan ; Drax participe à un tournoi pour devenir un « Enforcer » de Ronan. |    |                                                                                              |                                              |               |
| 1 | 1  | En route vers Knowhere Road to Knowhere                                                      | 5 septembre 2015 / novembre 2016 (France 4)  | 101           |
| L'équipe des Gardiens de la Galaxie sauve Yondu et entre en possession d'un mystérieux objet que convoite Korath, le lieutenant de Thanos... |    |                                                                                              |                                              |               |
| 2 | 2  | Le cryptocube Knowhere to Run                                                                | 26 septembre 2015 / novembre 2016 (France 4) | 102           |
| Les Gardiens prennent d'assaut le vaisseau de Korath pour sauver Quill, Gamora et le mystérieux CryptoCube. Mais Korath n'est pas le plus dangereux. Thanos est en embuscade... |    |                                                                                              |                                              |               |
| 3 | 3  | Le choix de Rocket Racoon One in a Million You                                               | 3 octobre 2015 / novembre 2016 (France 4)    | 103           |
| Rocket accepte de quitter l'équipe des Gardiens de la Galaxie pour entrer au service du Collectionneur et découvre qu'il n'est en fait qu'un prisonnier au milieu de ses collections... |    |                                                                                              |                                              |               |
| 4 | 4  | Un combat inattendu Take the Milano and Run                                                  | 10 octobre 2015 / novembre 2016 (France 4)   | 104           |
| Le vaisseau des Gardiens s'écrase sur une station spatiale dirigée par le Grandmaster qui veut organiser le combat ultime dans une arène de gladiateurs… |    |                                                                                              |                                              |               |
| 5 | 5  | La moisissure rouge Can't Fight This Seedling                                                | 17 octobre 2015 / novembre 2016 (France 4)   | 105           |
| Quand Groot se fait infecter par une mystérieuse moisissure, les Gardiens doivent trouver le moyen de le guérir et de le calmer sans lui faire de mal... |    |                                                                                              |                                              |               |
| 6 | 6  | Infiltrations Undercover Angle                                                               | 24 octobre 2015 / décembre 2016 (France 4)   | 106           |
| Pris la main dans le sac par Titus, les Gardiens sont obligés d'infiltrer un gang notoire de trafiquants d'armes connu sous le nom de « l'Ordre Noir »... |    |                                                                                              |                                              |               |
| 7 | 7  | La stratégie de Gamora The Backstabbers                                                      | 7 novembre 2015 / décembre 2016 (France 4)   | 107           |
| Gamora monte un plan secret pour que Nebula et Korath, sa sœur et son frère, se combattent entre eux. Les Gardiens l'accusent de traitrise, mais Quill lui garde sa confiance... |    |                                                                                              |                                              |               |
| 8 | 8  | L'ennemi dans la peau Hitchin' a Ride                                                        | 14 novembre 2015 / décembre 2016 (France 4)  | 108           |
| De dangereux monstres, les symbiotes, ont pris possession de l'organisme de Groot. Leur spécificité est de fusionner avec l'hôte qu'ils envahissent. Les Gardiens doivent trouver comment vaincre la menace sans blesser leur ami... |    |                                                                                              |                                              |               |
| 9 | 9  | Retour aux origines We Are Family                                                            | 21 novembre 2015 / décembre 2016 (France 4)  | 109           |
| Rocket se fait kidnapper et ramener sur sa planète d'origine, le Demi-Monde, là où il a été le sujet d'expérimentations de laboratoire. Il y retrouve les membres de sa famille... |    |                                                                                              |                                              |               |
| 10 | 10 | Croissance de Lune perturbée Bad Moon Rising                                                 | 28 novembre 2015 / décembre 2016 (France 4)  | 110           |
| |    |                                                                                              |                                              |               |
| 11 | 11 | Les Moonbas Space Cowboys                                                                    | 21 février 2016 / décembre 2016 (France 4)   | 111           |
| Les Gardiens passent un deal avec le Collecteur pour obtenir un Générateur Répulseur. Ils doivent délivrer un troupeau de Moonbas dans les deux jours. Les Gardiens prennent les Moonbas au Corps des Nova, mais les Ravageurs engagés par le Grand Maître cherchent à les récupérer. |    |                                                                                              |                                              |               |
| 12 | 12 | Le fléau d'Attilan Crystal Blue Persuasion                                                   | 28 février 2016 / décembre 2016 (France 4)   | 112           |
| Les Gardiens de la Galaxie sont confrontés à la famille Royale des Inhumains qui protège la cité. Ronan l'accusateur et Maximus ont aussi leurs plans pour la cité d'Attilan. |    |                                                                                              |                                              |               |
| 13 | 13 | Le Destructeur de Métal Stuck in the Metal with You                                          | 06 mars 2016 / 25 décembre 2016 (France 4)   | 113           |
| Durant une attaque de l'Ordre Noir, Rocket Raccoon active l'armure du Destructeur sur Knowhere. Drax fonce pour vérifier qui est le meilleur "Destructeur" même lorsque Loki se montre sur Knowhere. |    |                                                                                              |                                              |               |
| 14 | 14 | Le Puissant Star-Lord Don't Stop Believin'                                                   | 13 mars 2016 / 25 décembre 2016 (France 4)   | 114           |
| Sur Spartax, alors que Star-Lord a disparu avec le CryptoCube et que la statue de l'empereur J'son est accidentellement abimée, le reste du groupe des Gardiens de la Galaxie rencontre Mantis. Ils vont découvrir quel est le lien de Star-Lord avec l'empereur J'son. |    |                                                                                              |                                              |               |
| 15 | 15 | Incidents Mineurs Accidents Will Happen                                                      | 20 mars 2016 / 25 décembre 2016 (France 4)   | 115           |
| Alors que le Conseil Galactique se réunit (J'son, Thor, la Suprême Intelligence, Irani Rael et le Grand Commissaire de Rigel), Star-Lord rencontre sa demi-sœur, le capitaine Vistoria avec qui il est envoyé en mission. |    |                                                                                              |                                              |               |
| 16 | 16 | Le Frêne du Monde We Are the World Tree                                                      | 27 mars 2016 / 26 décembre 2016 (France 4)   | 116           |
| J'son bannit les membres des Gardiens de Spartax, mais à leur retour sur Knowhere, ils se retrouvent sur Asgard face à Thor et Angela qui, trompés par Loki, pensent qu'ils sont là pour envahir Asgard au nom de Spartax. |    |                                                                                              |                                              |               |
| 17 | 17 | Un Amour de Vaisseau Come and Gut Your Love                                                  | 3 avril 2016 / 26 décembre 2016 (France 4)   | 117           |
| |    |                                                                                              |                                              |               |
| 18 | 18 | La Guerre contre Asgard 1re partie : La foudre frappe Asgard War Part One: Lightnin' Strikes | 10 avril 2016 / 27 décembre 2016 (France 4)  | 118           |
| Asgard déclare la guerre à Spartax. Le capitaine Victory libère les Gardiens qui doivent atteindre Thor et lui prouver que Loki a volé la Graine Cosmique à J'son. Mais Loki prend le contrôle de l'armure du Destructeur. |    |                                                                                              |                                              |               |
| 19 | 19 | La Guerre contre Asgard 2e partie : Le sauvetage Asgard War Part Two: Rescue Me              | 17 avril 2016 / 27 décembre 2016 (France 4)  | 119           |
| Les Gardiens de la Galaxie, Thor, Angela et l'armure du Destructeur doivent affronter Thanos qui veut utiliser le CryptoCube pour trouver la Graine Cosmique. Peter Quill fait un rêve où il trouve la location du CryptoCube : la Terre. |    |                                                                                              |                                              |               |
| 20 | 20 | Le procès de Gamora Fox on the Run                                                           | 26 juin 2016 / décembre 2016 (France 4)      | 120           |
| Gamora tente de se racheter en ramenant sur Soonevh la Matrice Gravitationnelle que Ronan lui avait fait voler. Mais elle est confrontée aux habitants, à Nébula, Ronan et le Grand Maître qui diffusent son procès dans toute la galaxie. Les Gardiens doivent donc récupérer la Matrice Gravitationnelle et sauver Gamora. |    |                                                                                              |                                              |               |
| 21 | 21 | Retour à Attilan Inhuman touch                                                               | 3 juillet 2016 / décembre 2016 (France 4)    | 121           |
| Les Gardiens sont en visite à Attilan où Star-Lord, avec l'approbation de Flèche noire, veut interroger Maximus sur la Graine Cosmique. Mais Maximus s'échappe et prend le contrôle des Inhumans. |    |                                                                                              |                                              |               |
| 22 | 22 | Sur Les traces du passé Welcome back                                                         | 10 juillet 2016 / ?? (France 4)              | 122           |
| La Graine Cosmique est sur Terre. Star-Lord et les Gardiens avec Cosmo doivent trouver la Graine Cosmique avant que Korath le Poursuiveur ne la trouve. |    |                                                                                              |                                              |               |
| 23 | 23 | Une si longue recherche I've been searching so long                                          | 17 juillet 2016 / décembre 2016 (France 4)   | 123           |
| Les Gardiens luttent contre les vers et araignée évolués de la Graine Cosmique. Mais Ronan et Nébula s'ajoutent à leurs épreuves. |    |                                                                                              |                                              |               |
| 24 | 24 | Les plantes maléfiques de Thanos I feel the Earth move                                       | 24 juillet 2016 / décembre 2016 (France 4)   | 124           |
| Thanos a la Graine Cosmique et l'utilise pour transformer la Terre en arme de destruction. Les Gardiens cherchent à l'arrêter en même temps que Ronan et Nébula qui veulent détruire la planète pour éliminer Thanos. |    |                                                                                              |                                              |               |
| 25 | 25 | Double jeu Won't get fooled again                                                            | 2 octobre 2016 / ?? (France 4)               | 125           |
| |    |                                                                                              |                                              |               |
| 26 | 26 | Le Noël des Gardiens Jingle bell rock                                                        | 17 décembre 2016 / ?? (France 4)             | 126           |
| |    |                                                                                              |                                              |               |